# Кекеш (Тимиш)
Кекеш (рум. Checheș) село је у Румунији. Припада општини Секаш у жупанији Тимиш.

## Прошлост
По Румунској енциклопедији први историјски помен датира из 1440. године. За време турске владавине насеље је напуштено и уништено. Поново је обновљено половином 18. века.
Попис Темишварске епархије извршен је 1764. године. Тада је забележен "Кекеш" у Липовском протопрезвирату. Аустријски царски ревизор Ерлер је 1774. године констатовао да место "Гекеш" (Кеке) припада Барачком округу, Липовског дистрикта. Становништво је било измешано српско и влашко. Када је 1797. године пописиван православни клир ту је био један свештеник. Парох поп Стојан Анђелов (рукоположен 1790) служио се српским и румунским језиком.
Године 1846. место "Кекес" има 714 становника. Православно парохијско звање је основано и матрикуле се воде од 1779. године. Ту је православна црква посвећена Св. Арханђелима Михајлу и Гаврилу, а при њему служи парох, поп Георгије Костеску. У народну основну школу иде 1846/1847. године 39 ђака, којима предаје учитељ Аргел Стефан.
Током 19. века у месту је спахилук српске племићке породице Папхази, која се потписивала са предикатом "от Секаша и Кекеша". Ефтимије Папхази "от Секеша и Кекеша" адвокат у Темишвару је купио 1832. године књигу: "Србски родољубац". Њихово презиме је прво било Поповић (били су Цинцари), па су променили у Папхази 1791. године.  Као посланици на црквено-народном сабору у Карловцима 1842. године срећу се Никола Папхази - велики судија Темишварске жупаније и Георгије Папхази - скупштинар више жупанија. Племкиња Еуфрозина от Папхази је била пренумерант српског календара "Сербска пчела" за 1837. годину.
Као племићи помињу се 1797. године и Николићи "от Кекеша". Купио је 1846. године у Темишвару, Данил Николић "от Секеша и Кекеша" Вукову књигу српских народних песама

## Становништво
По попису из 2002. године и месту има само седам становника, Румуна.